# بزوخوف
بزوخوف (به چکی: Bezuchov) یک منطقهٔ مسکونی در جمهوری چک است که در ناحیه پرروف واقع شده‌است. بزوخوو ۳٫۹۶ کیلومتر مربع مساحت و ۱۸۳ نفر جمعیت دارد و ۲۹۶ متر بالاتر از سطح دریا واقع شده‌است.